# LKT Team Brandenburg
Das LKT Team Brandenburg und das Track Team Brandenburg sind deutsche Radsportteams mit Sitz in Luckau-Duben. Betreiber beider Teams ist die Firma Team Brandenburg Marketing U.G.

## LKT Team Brandenburg
Das LKT Team Brandenburg nimmt als Continental Team an den UCI Continental Circuits teil und fährt die meisten Rennen in Deutschland und dem restlichen Europa. Es wurde 2007 gegründet und beherbergt die besten U23-Fahrer aus den Bereichen Straße und Bahn-Ausdauer des Landes Brandenburg, welche an den Standorten des Olympiastützpunktes Cottbus und Frankfurt/Oder betreut werden. Teammanager ist Michael Müller, der von den Sportlichen Leitern Steffen Blochwitz, Marion Köhler, Michael Max, Frank Augustin und Bernd Drogan unterstützt wird. Die Mannschaft wird mit Fahrrädern der Marke Red Bull von Rose ausgestattet. Hinter der Abkürzung des Sponsors LKT verbirgt sich die Lausitzer Klärtechnik GmbH.

## Saison 2019

### Erfolge in der UCI Europe Tour
In den Rennen der Saison 2019 der UCI Europe Tour gelangen die nachstehenden Erfolge.
| Datum   | Rennen                           | Kat. | Fahrer         |
| ------- | -------------------------------- | ---- | -------------- |
| 26. Mai | 5. Etappe Bałtyk-Karkonosze Tour | 2.2  | Christian Koch |

## Saison 2018

### Erfolge in der UCI Europe Tour
In den Rennen der Saison 2018 der UCI Europe Tour gelangen die nachstehenden Erfolge.
| Datum      | Rennen                      | Kat. | Fahrer        |
| ---------- | --------------------------- | ---- | ------------- |
| 26. August | 3. Etappe Baltic Chain Tour | 2.2  | Jonas Bokeloh |

## Saison 2009

### Erfolge in der UCI Europe Tour
In den Rennen der Saison 2009 der UCI Europe Tour gelangen die nachstehenden Erfolge.
| Datum             | Rennen                                      | Kat. | Fahrer         |
| ----------------- | ------------------------------------------- | ---- | -------------- |
| 29. Mai – 1. Juni | Gesamtwertung Tour de Berlin                | 2.2U | Franz Schiewer |
| 5. Juni           | 5. Etappe Bałtyk-Karkonosze Tour            | 2.2  | Michael Weicht |
| 6. Juni           | 6. Etappe Bałtyk-Karkonosze Tour            | 2.2  | Roger Kluge    |
| 18. Juni          | 4. Etappe Serbien-Rundfahrt                 | 2.2  | Roger Kluge    |
| 1. Juli           | 2. Etappe Course de la Solidarité Olympique | 2.1  | Roger Kluge    |
| 3. Juli           | 4. Etappe Course de la Solidarité Olympique | 2.1  | Roger Kluge    |
| 15. August        | Memoriał Henryka Łasaka                     | 1.2  | Stefan Schäfer |
| 16. August        | Puchar Uzdrowisk Karpackich                 | 1.2  | Mathias Belka  |

## Platzierungen in UCI-Ranglisten
UCI Africa Tour
| Saison    | Mannschaftswertung | Fahrerwertung        |
| --------- | ------------------ | -------------------- |
| 2009      | 17.                | Henning Bommel (90.) |
| 2010–2016 | -                  | -                    |

UCI America Tour
| Saison    | Mannschaftswertung | Fahrerwertung      |
| --------- | ------------------ | ------------------ |
| 2009–2011 | -                  | -                  |
| 2012      | 38.                | David Bartl (231.) |
| 2013–2016 | -                  | -                  |

UCI Europe Tour
| Saison | Mannschaftswertung | Fahrerwertung         |
| ------ | ------------------ | --------------------- |
| 2008   | 81.                | Roger Kluge (319.)    |
| 2009   | 43.                | Mathias Belka (123.)  |
| 2010   | 47.                | Stefan Schäfer (150.) |
| 2011   | 48.                | Nikias Arndt (150.)   |
| 2012   | 63.                | Nikias Arndt (125.)   |
| 2013   | 81.                | Jonas Koch (294.)     |
| 2014   | 69.                | Stefan Schäfer (254.) |
| 2015   | 106.               | Willi Willwohl (384.) |
| 2016   | 91.                | Max Kanter (536.)     |

## Track Team Brandenburg
Das Track Team Brandenburg startet bei Bahnradsport-Wettbewerben. Trainer des Teams ist Eyk Pokorny, Repräsentant der ehemalige Radsportler Philipp Thiele. Ehemaliger erfolgreichster Fahrer des Teams ist der mehrfache Weltmeister und zweifache Olympiasieger Robert Bartko.

### Mannschaft 2016/2017
| Name              | Geburtstag         | Nationalität |
| ----------------- | ------------------ | ------------ |
| Eric Engler       | 21. September 1991 | Deutschland  |
| Robert Förstemann | 5. März 1986       | Deutschland  |
| Emma Hinze        | 17. September 1997 | Deutschland  |
| Robert Kanter     | 18. Juni 1992      | Deutschland  |
| Moritz Meißner    | 11. Juni 1997      | Deutschland  |
| Ivan Turkov       | 9. August 1997     | Deutschland  |

### Mannschaft 2015/2016
| Name              | Geburtstag         | Nationalität |
| ----------------- | ------------------ | ------------ |
| Eric Engler       | 21. September 1991 | Deutschland  |
| Robert Förstemann | 5. März 1986       | Deutschland  |
| Robert Kanter     | 18. Juni 1992      | Deutschland  |
| Tobias Wächter    | 3. August 1988     | Deutschland  |